# 치바 스스무
치바 스스무(일본어: 千葉 進歩, 1970년 9월 13일 ~ )는 일본의 성우이다. 가나가와현 출신. 오사와 사무소 소속. 1996년 OVA 동급생2의 사회자 역으로 데뷔했다.

## 출연작
※ 굵은 글씨는 주역 또는 메인 캐릭터

### TV 애니메이션
1997년
- 큐티하니F (하야미 세이지)
- 김전일 소년의 사건부 (선생A, 남학생B, 경관A, 미즈시마 가즈오)
- 사쿠라모모코 극장 코지코지 (브히브히) ※ 제3화 첫등장
- 초특급 히카리안 (E2젯트, 와이드뷰 히다, 토사 덴테츠)
- 포켓몬스터 (신고, 와타루)

1999년
- A.D.POLICE (사사키 켄지)
- Kaikan 프레이즈 (TOWA(사쿠마 카즈토))
- 신풍괴도 쟌느 (나고야 치아키/괴도 신밧드)
- 인형조종사 사콘 (스기야마 히사시)
- 선계전 봉신연의 (양전)
- 디지몬 어드벤쳐 (야가미 스스무)
- 성계의 문장 (쿠파디스)
- 명탐정코난 (타미야 형사, 城戸慶彦、鳥光裕)

2000년
- 아야시노 세레스 (미카게 아키)
- 이누야샤 (고즈)
- 환상마전 최유기 (요우미즈)
- Sci-Fi HARRY (존 메이필드)
- 지구방위기업 다이가드 (쓰게)
- 성계의 문장, 성계의 전기 (쿠파디스)
- 두근두근♡전설 마법진 구루구루 (슈나벨)
- NieA_7 니아 언더 세븐 (제로니모 혼고)
- 여신후보생 (히이드 구나)

2001년
- 고스트 바둑왕 (후지와라노 사이)
- 강철천사 쿠루미 2식(키즈키 유타카)
- 코코로 도서관(산 죠르디)
- 오프사이드 (오오타)
- 사이보그 009 (헤이세이판) (사이드)
- 사무라이 걸 리얼 바우트 하이스쿨 (시시쿠라 타츠야)
- 샤먼 킹(그린가람, 피노, 카프라)
- 조이드 신세기제로 (레온 토로스, 세바스챤)
- 디지몬 테이머즈 (야마키 미츠오)
- 폭전 슈트 베이 블레이드 (코챤)
- 포켓몬스터 크리스탈 라이코우 번개의 전설 (켄타의 바크훈)
- 기동천사 엔젤릭 레이어 (사토시)

2002년
- 아소봇 전기59 (시리우스, 마리오의 남동생)
- 아크 에리언 에이지 Sign for Evolution (류우세이)
- 사무라이 디퍼 쿄우 (사나다 노부유키)
- 져스티스 리그 (플래시)
- 천지무용! GXP (라쟈우 가 와우라)
- 나루토 (키도우마루)
- 폭투선언 다이간다 (긴잔)
- 히트 가이 제이 (로미오 비스콘티)
- 포켓몬스터 어드밴스 제네레이션 (이와시미즈, 와타루)
- 마왕단테 (우츠키 료)
- 록맨 에그제 (후우키 아라시, 에어맨)
- 트랜스포머 아르마다 (제트파이어)

2003년
- 울트라 매니악 (츠지아이 히로키)
- ASTRO BOY 철완 아톰 (시부가키)
- 카레이도 스타 (유리 키리안)
- SD 건담 포스 (무사 건담(頑駄無) 바쿠네츠간)
- 금색의 걋슈벨!! (로듀우, 개론)
- 탐정학원Q (고우다 쿄스케, 쿠로즈미 아키라, 무라사메 시온)
- 초로봇 생명체 트랜스포머 마이크론 전설 (제트 파이어, 런 페이지)
- DEAR BOYS (호시나 유이토)
- 망상과학 시리즈 원더바스타일 (마이클 하나가타)
- 록맨 에그제 AXESS (메탈맨)
- 디지몬 테이머즈 (야마키 미츠오)

2005년
- 좋아하는 것은 좋으니까 어쩔 수 없어!!(혼죠 마츠리)
- IGPX (프랑크 브렛트)
- 아이실드21 (카마타 겐죠-)
- 우에키의 법칙 (키르 노튼)
- 갑충왕자 무시킹 숲의 백성의 전설 (시드)
- 지옥소녀 (선생님)
- 좋아하는 것은 좋으니까 어쩔 수 없어!! (혼죠 마츠리)
- 창성의 아크에리온 (바론)
- 트랜스포머 갤럭시 포스 (노이즈 미로, 팀)
- 트리니티 블러드 (잭레브햐크엔드레 크자)
- 파타리로 서유기(은각)
- BLACK CAT（에밀리오 로우、프레타 구르, 의사）
- 메르 ~헤븐~ (롤랑)
- 록맨 에그제 BEAST (메탈맨, 팬텀 매탈 맨)

2006년
- 새벽녘 전보다 유리색인 Crescent Love (아사기리 타츠야)
- 은혼 (콘도 이사오, 버블스왕녀)
- 키라링☆레볼루션 (무라니시 사장, 사원・쿠로마루)
- 채운국이야기 (시창)
- 수왕성 (도전자, 시골 아이)
- ZEGAPAIN -제가페인- (승려)
- 디지몬 세이버즈 (로드 나이트 몬)
- 천보이문 아야카시 아야시 (이치노의 동년배)
- 나나 (쿠라타 미노루)
- 워킹맨 (후지타)
- 축!(해피☆럭키) 빅쿠리맨 (소방 스케로쿠, 화염마동, 화재 예방 여래)
- 무장연금 (진나이)
- 요시나가씨 집의 가고일 (괴도 백색)

2008년
- 뱀파이어 기사 (이치죠 타쿠마)
- 20면상의 딸 (한스)
- 강철의 라인배럴 (스가와라 마사키)
- 뱀파이어 기사 Guilty (이치죠 타쿠마)
- 순정 로맨티카(츠모리)
- 은혼 (콘도 이사오, 장로)
- 케로로 중사 시즌5 (오오하시 사장)
- 고르고 13 (젊은 남자(배우))
- 시체공주 (미츠요시)
- 지옥소녀 삼정 (카미사카 로쿠로우)
- 서양골동양과자점 ~앤티크~ (범인)
- 마인탐정 네우로 (체란고·쿠와바타케)
- 명탐정 코난 (나카네)

2009년
- 07-GHOST (카스톨, 군간부)
- 전장의 발큐리아 (웰킨 균터)
- Phantom (레이몬드 맥와이어)
- 케로로 중사 (스피리츠)

2010년
- 성흔의 퀘이사 (유리 노다)

2011년
- 성흔의 퀘이사 II (유리 노다)

### 극장판 애니메이션
2020년
- 울고 싶은 나는 고양이 가면을 쓴다 (사사키 요지)

### OVA
1996년
- 동급생2(사회자)

1997년
- 하급생(나가세 토오루)

2000
- 천사 금렵구 (로시엘)
- 불꽃의 라비린스 (다테노 진)

2002년
- 코스프레 COMPLEX (만타이 고로)

2005년
- 세인트 세이야 명왕 하데스 명계편 (천영성 바르론의 르네)
- 은혼「어떤 일이든 처음이 중요해서 다소 발돋움 할 정도가 적당히 좋다」(콘도 이사오)
- 파파와KISS IN THE DARK (히노 카즈키)

2006
- 카레이도 스타 (유리 키리안)

2009
- 백일의 장미 (타키 레이젠)

### 게임
1998년
- SeptemCharm 매지컬 카난 (하즈나) : 프로그레스 (プログレス) 명의
- 판타스틱 포츈 (이리스 아보닐)

2000년
- 바사라 (사나다 유키무라, 구로다 나가마사)

2001년
- 왕자님LV1 (세레스트 어빙)
- 그로우 랜서II (카마인 폴스마이어)
- Never7 (이이다 오쿠히코)
- Fragrance Tale (애들)

2002년
- 다크 크로니클(다크 클라우드2) (크레스트, 오즈몬드)
- 신무의 새 (마나베 아키히토)

2004년
- 열화의 염 FINAL BURNING (히루코)

2005년
- 와일드 암즈 더 포스 데트네이터 (크루스니크 아트레이데)
- 매지컬 카난-RISEA- (하즈나) : 프로그레스 (プログレス) 명의
- 서몬 나이트 엑스테제 새벽의 날개 (레온)
- 테일즈 오브 레젠디아 (윌 레이너드)

2006년
- 몬스터 킹덤 주얼 서모너 (바이스)
- 디지몬 세이버즈 어나더 미션 (레나몬)
- 은혼 디에스-해결사 대소동! (콘도 이사오)
- 은혼 긴토키 vs 히지카타!? 카부키쵸 은구슬 대 쟁탈전!! (콘도 이사오)
- Under The Moon (유난) : 프로그레스 (プログレス) 명의

2007년
- 오딘 스피어 (오즈왈드)
- Under The Moon -달빛 그림책- (유난) : 프로그레스 (プログレス) 명의
- 은혼 긴토키와 함께! 나의 카부키쵸 일기 (콘도 이사오)
- GALAXY ANGEL II 무한회랑의 열쇠 (타피오 카)
- 스윙골프 팡야 2nd숏! (큐마)
- 은혼 은구슬 퀘스트 긴토키가 전직하거나 세계를 구하거나 (콘도 이사오)

2008년
- 전장의 발큐리아 (웰킨 균터)
- 프티 프루 (샤를 쿠리바야시)
- 보이! (하나시마다 에이타츠)
- 쓰르라미 울 적에 제2권·상 (후지타 신고)
- 뱀파이어 기사DS (이치죠 타쿠마)

2009
- 세이크리드 프레이즈 (티페레이)
- Under the Moon ~초승달~ (수수께끼의 인물)
- 창공의 저편 (류랑)
- 제비꽃의 봉오리(아즈마 세이치로)

2010
- 전장의 발큐리아 ~갈리아 왕립 사관학교~ (웰킨 군터)
- 금색의 코르다3 (엔죠지 아란)

### 라디오
- 뱀파이어 기사 크로스 학교 방송부 - 매주 교대로 진행. (인터넷 라디오, 2008년 7월 14일, 8월 4일, 9월 1일)
- 전장의 발큐리아 GBS제7소대분국 - 카노 유이와 공동 진행. (인터넷 라디오, 2009년 4월 - 12월)
- WEB S.S.D.S. 사랑의 해체 신서(란시스 웹 라디오)